# Nikolaikirchhof
Le Nikolaikirchhof (en français : La place de l'église Saint-Nicolas) est une place du centre-ville de Leipzig, en Allemagne. L'église Saint-Nicolas s'y dresse. L'église et la place ont une signification particulière pour la révolution pacifique de 1989.

## Localisation et développement
La place est bordée à l'est par la Ritterstraße et à l'ouest par la Nikolaistraße. C'est pourquoi seules les propriétés situées sur les côtés nord et sud portent l'adresse Nikolaikirchhof. Du côté nord se trouve le bâtiment rénové de l'Alte Nikolaischule (en français: Ancienne école Saint-Nicolas) avec le musée des antiquités de l'université de Leipzig, un musée Richard Wagner consacré à son enfance et à sa jeunesse et le « Gasthaus Alte Nikolaischule », avec terrasse en été. Le deuxième bâtiment du côté nord est la Predigerhaus (Maison des prédicateurs), construite en 1886/1887 selon les plans de Hugo Licht.

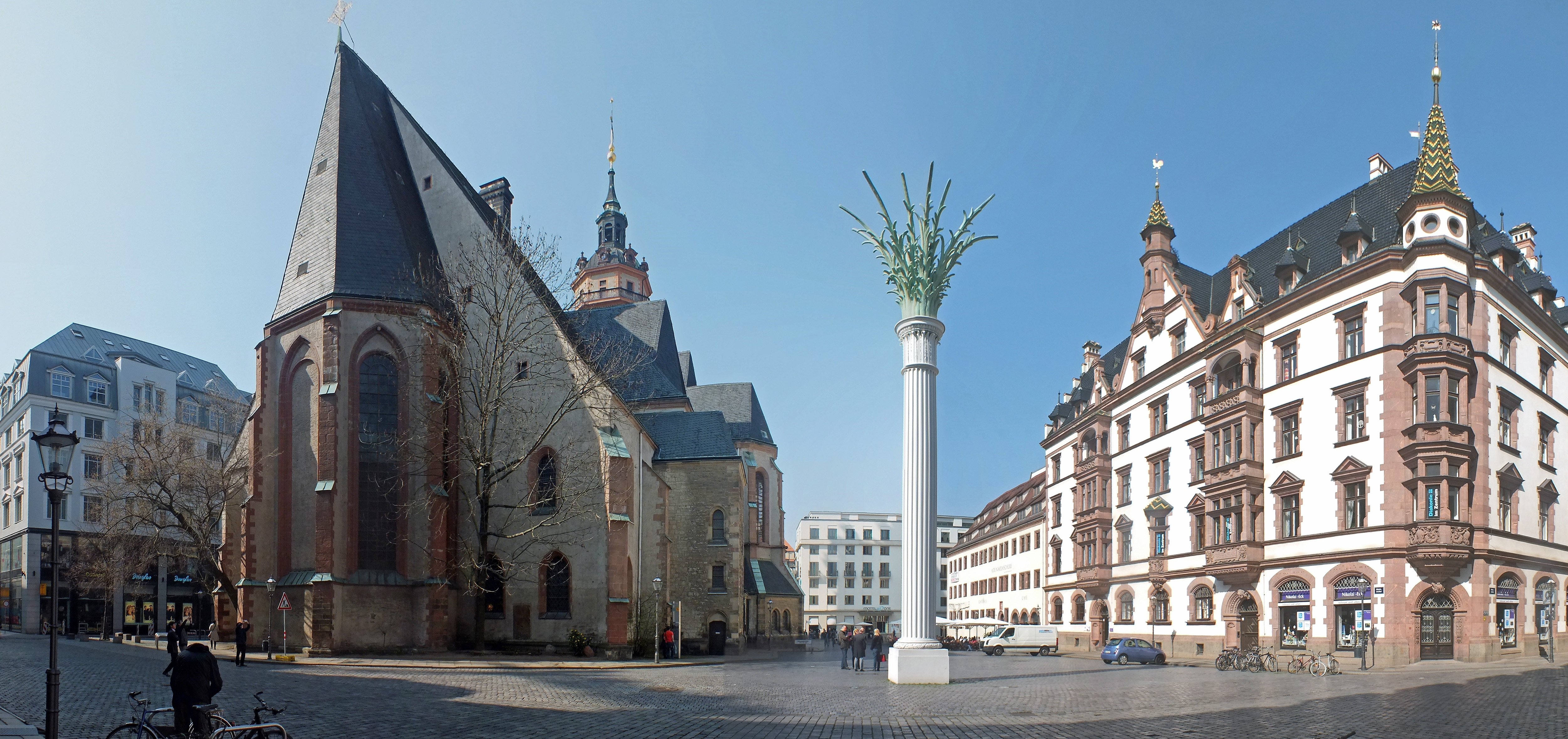
Panorama du Nikolaikirchhof depuis l'est (2014)

Sur la superficie d'environ 70 mètres sur 70 mètres, environ 40 % sont occupés par l'église Saint-Nicolas. L'église Saint-Nicolas se trouve sur la moitié sud de la place, de sorte qu'il n'y a qu'un espace sur son côté nord, alors qu'il n'y a qu'à peu près la largeur de la rue au sud. Parmi les bâtiments commerciaux adjacents au sud, un seul fait partie du Nikolaikirchhof. Le reste sont des propriétés continues de la Grimmaische Straße.
La vue sur le Nikolaikirchhof est limitée à l'est sur la Ritterstraße par la maison d'hôtes universitaire sur le site de l'ancienne bourse des libraires et de la Brüder-Scholl-Haus, et à l'ouest sur la Nikolaistraße par le Specks Hof et le Motel One.

## Histoire
L'histoire de la place à côté de l'église remonte probablement à la construction de l'église qui commença au XIIe siècle. La lettre municipale de 1165/1216 faisait référence à la ville droite de Leipzig, à l'est de la Reichsstraße. Avec l'église Saint-Nicolas comme centre, elle formait un autre foyer d'habitation au début de Leipzig, qui était un peu plus au sud-est que "l'Urbs Lipzi". Saint Nicolas était le patron des marchands qui s'installaient ici. En termes de cantonnement de la zone urbaine à l'intérieur des remparts construits en 1270, le Nikolaiviertel correspond à peu près au quartier Grimmaisches Viertel.
En ce qui concerne le Nikolaikirchhof, la construction du Nikolaischule en 1512 est documentée après la démolition d'une maison précédente. En 1573, une fontaine Renaissance fut créée à l'extrémité ouest de la place, qui fut remplacée par une nouvelle fontaine en 1657. Ceci n'est plus présent dans les images du XIXe siècle.
À la fin du XIXe siècle, le côté nord de la place était constitué d'une façade de maisons à trois étages depuis au moins 200 ans. Un bâtiment résidentiel et commercial à l'angle ouest a été suivi par la Nikolaischule, qui n'a été combinée avec la maison d'angle que lors de la dernière rénovation, ce qui est encore visible dans la structure des fenêtres. Viennent ensuite les maisons des prêtres, qui sont remplacées par la maison du prédicateur.

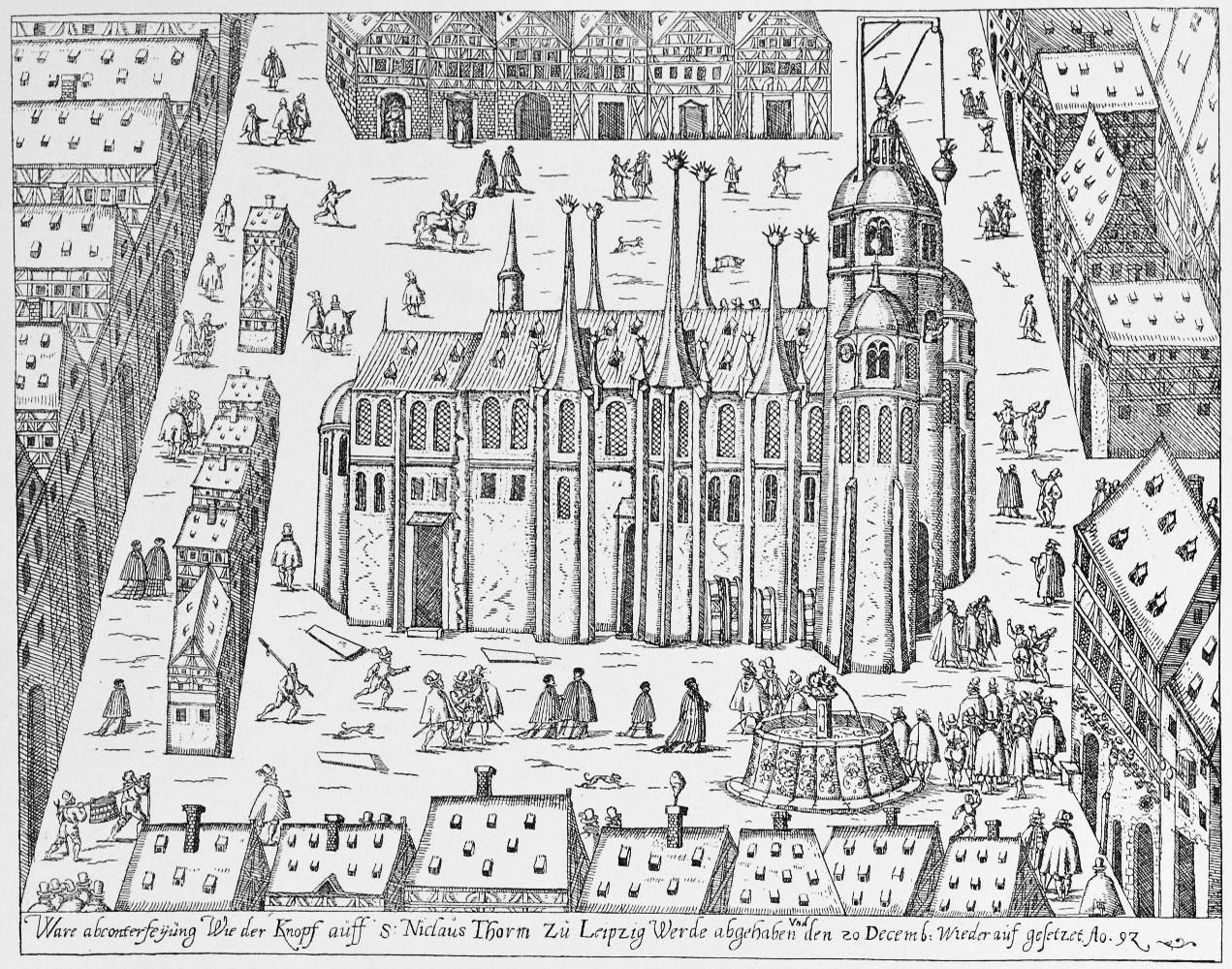
1592
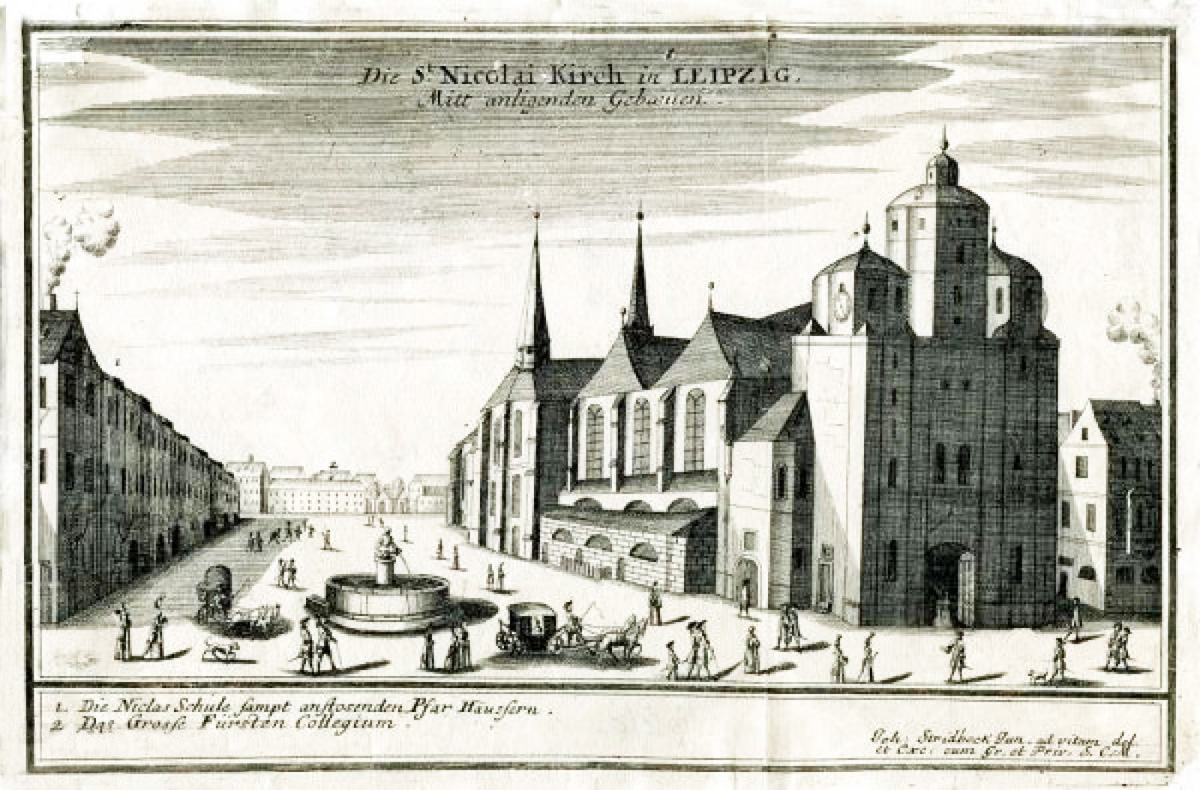
1695
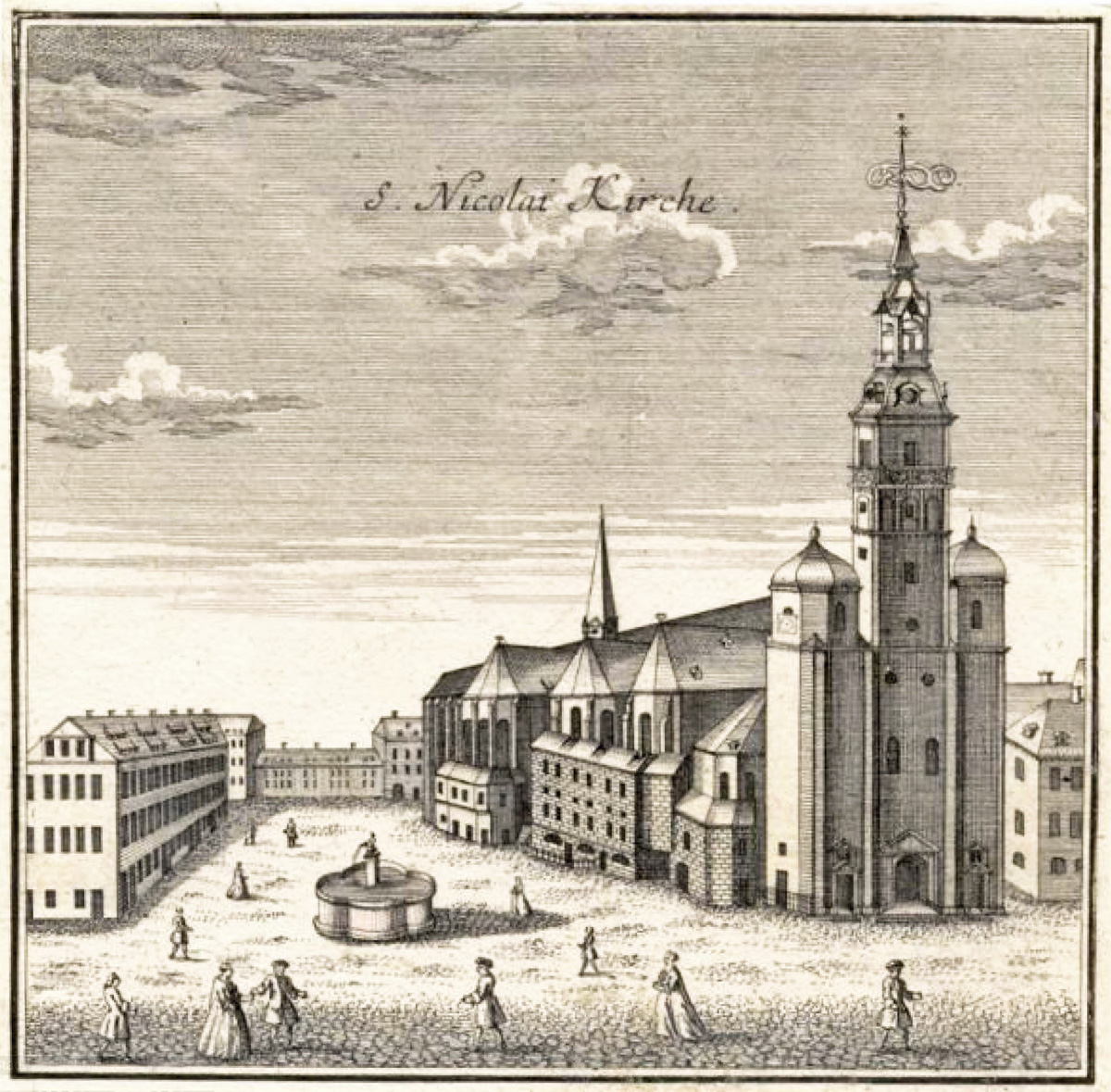
1749
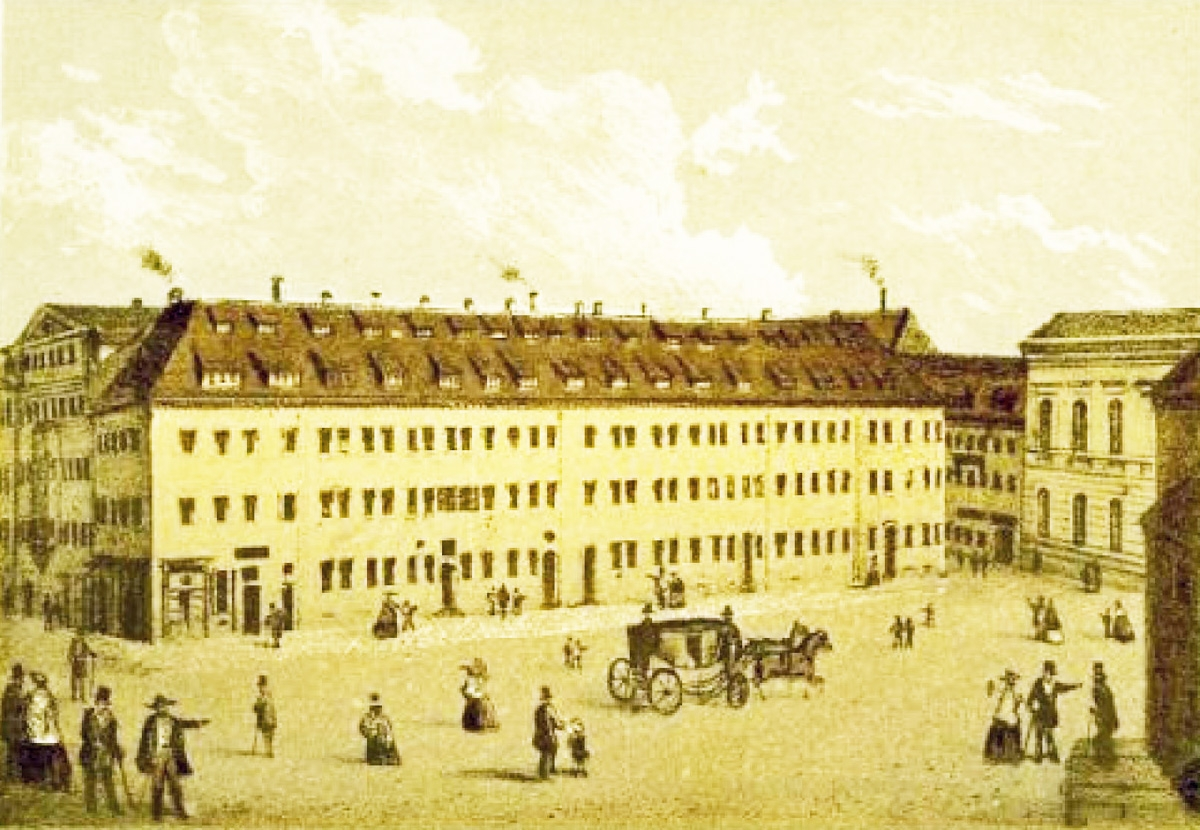
1860

Le Nikolaikirchhof a acquis une importance particulière en relation avec les événements de la Révolution pacifique de 1989 à Leipzig. En septembre 1989, les affrontements entre les manifestants et l'État ont atteint leur paroxysme après la prière pour la paix du lundi à l'église Saint-Nicolas du Nikolaikirchhof, alors que la manifestation du lundi était censée être tuée dans l'œuf. La plupart des arrestations ont eu lieu au Nikolaikirchhof jusqu'à la manifestation décisive du 9 octobre.

## Monuments de la Révolution Pacifique
Compte tenu de son importance pour la révolution pacifique de 1989, plusieurs monuments commémoratifs ont été érigés au Nikolaikirchhof.
Une colonne de 16 mètres de haut a été érigée du côté est de la place en 1999. Il s'agit d'une réplique des colonnes de l'église et symbolise la façon dont les idées de départ ont été transportées de l'église vers l'espace public. Les feuilles de palmier en haut de la colonne représentent le calme des buts. La colonne fait partie du projet avec lequel l'artiste de Leipzig Andreas Stötzner a remporté un concours international pour la conception de la place organisé par la Kulturstiftung Leipzig et la ville en 1992. La colonne a été réalisée par le sculpteur de Leipzig Markus Brille. Les deux tiers du financement proviennent de dons de citoyens, d'entreprises et d'institutions.
La colonne comprend une plaque commémorative incrustée dans le trottoir de la place, également réalisée par Brille, avec l'inscription « 09 OCTOBRE 1989 » et de nombreuses empreintes de chaussures représentant la manifestation.
Une fontaine et une installation lumineuse ont suivi en 2003 avec le soutien de la Stiftung Lebendige Stadt. La fontaine a été conçue par le cabinet d'architectes londonien David Chipperfield. Un bol en granit d'un diamètre de 3,30 mètres rempli d'eau à ras bord en été symbolise la situation politique en RDA en 1989, dans laquelle « chaque goutte pouvait être la goutte d'eau qui a fait déborder le vase ».
Pour l'installation lumineuse « Public Light » des artistes Tilo Schulz et Kim Worterlkamp, 144 éléments d'éclairage sont intégrés dans le trottoir de la place, qui sont allumés de manière aléatoire dans les couleurs bleu, vert et magenta dans les trois heures suivant la tombée de la nuit. Ces points lumineux représentent le rassemblement pour une assemblée pacifique.

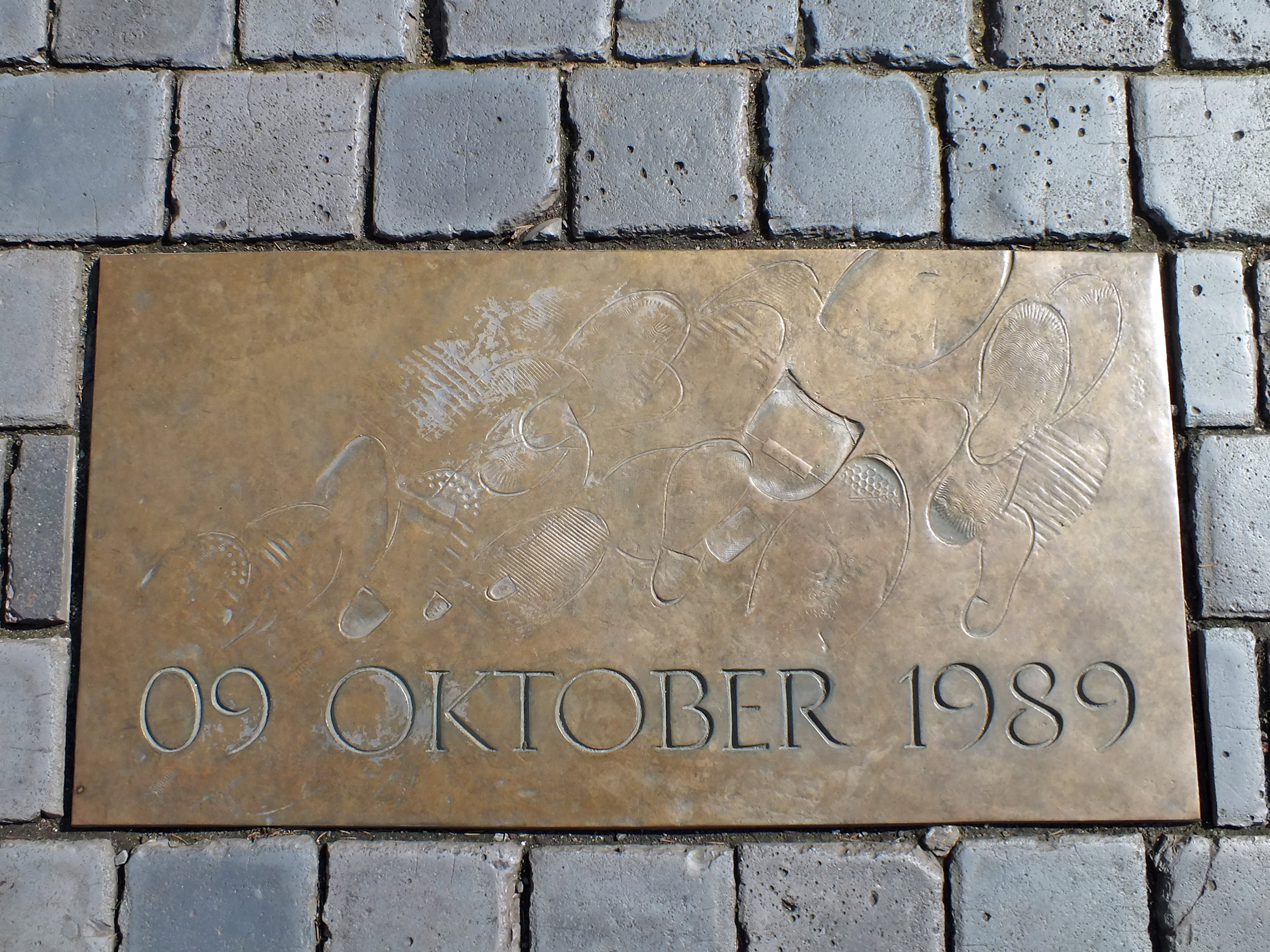
Planche „09 OKTOBER 1989“
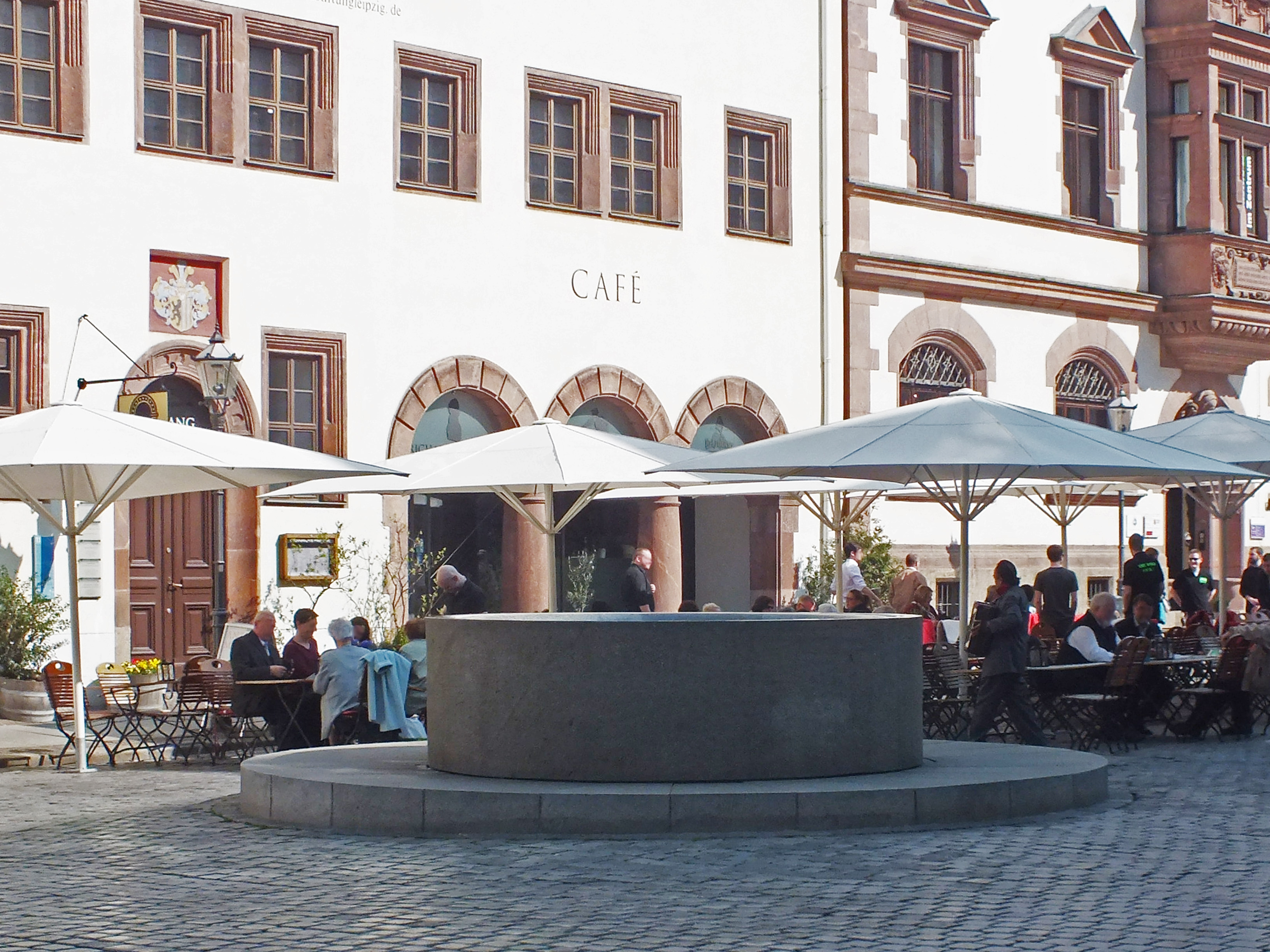
La fontaine Nicolas (2014)
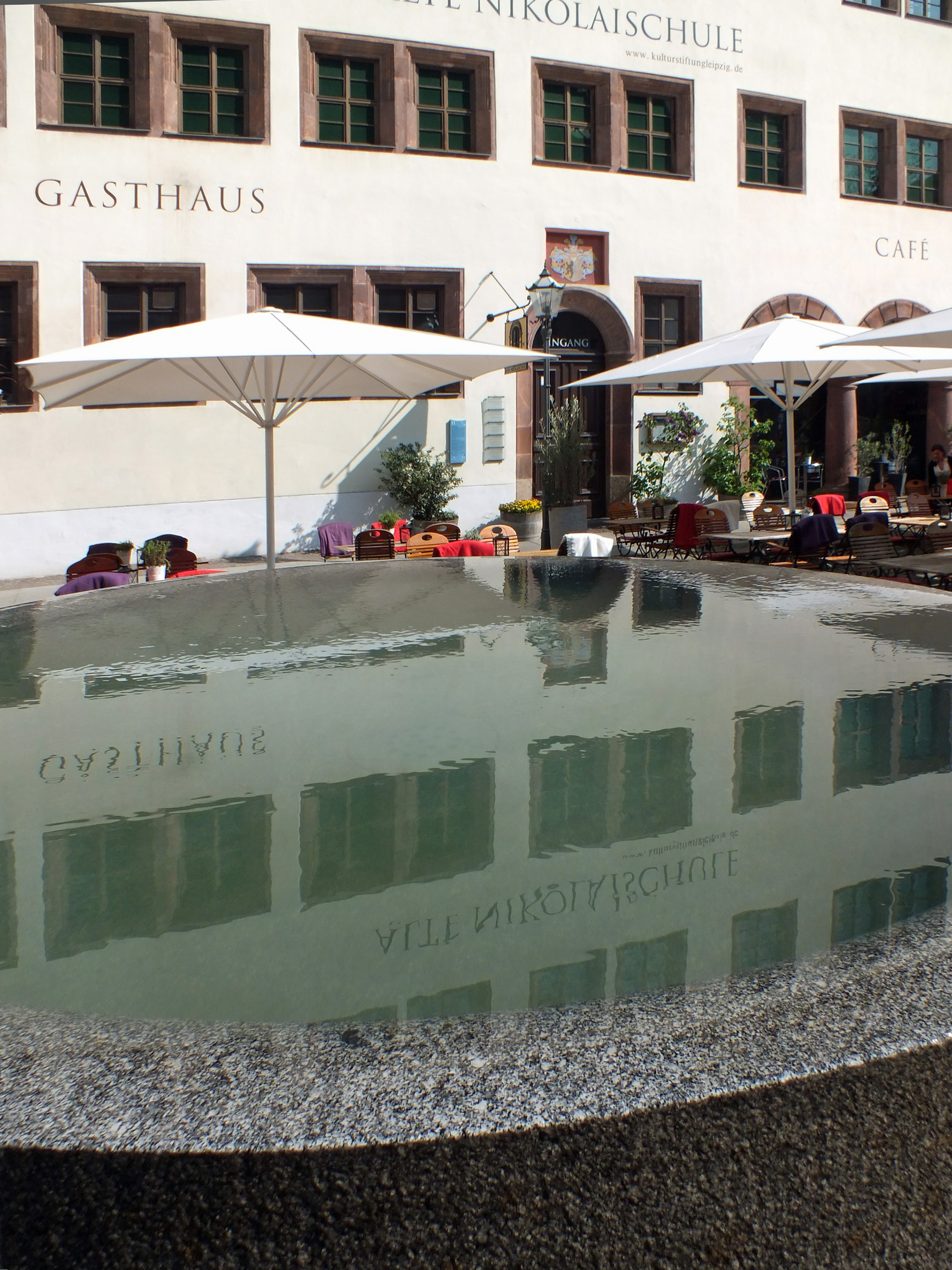
La fontaine est pleine à ras bord (2014)
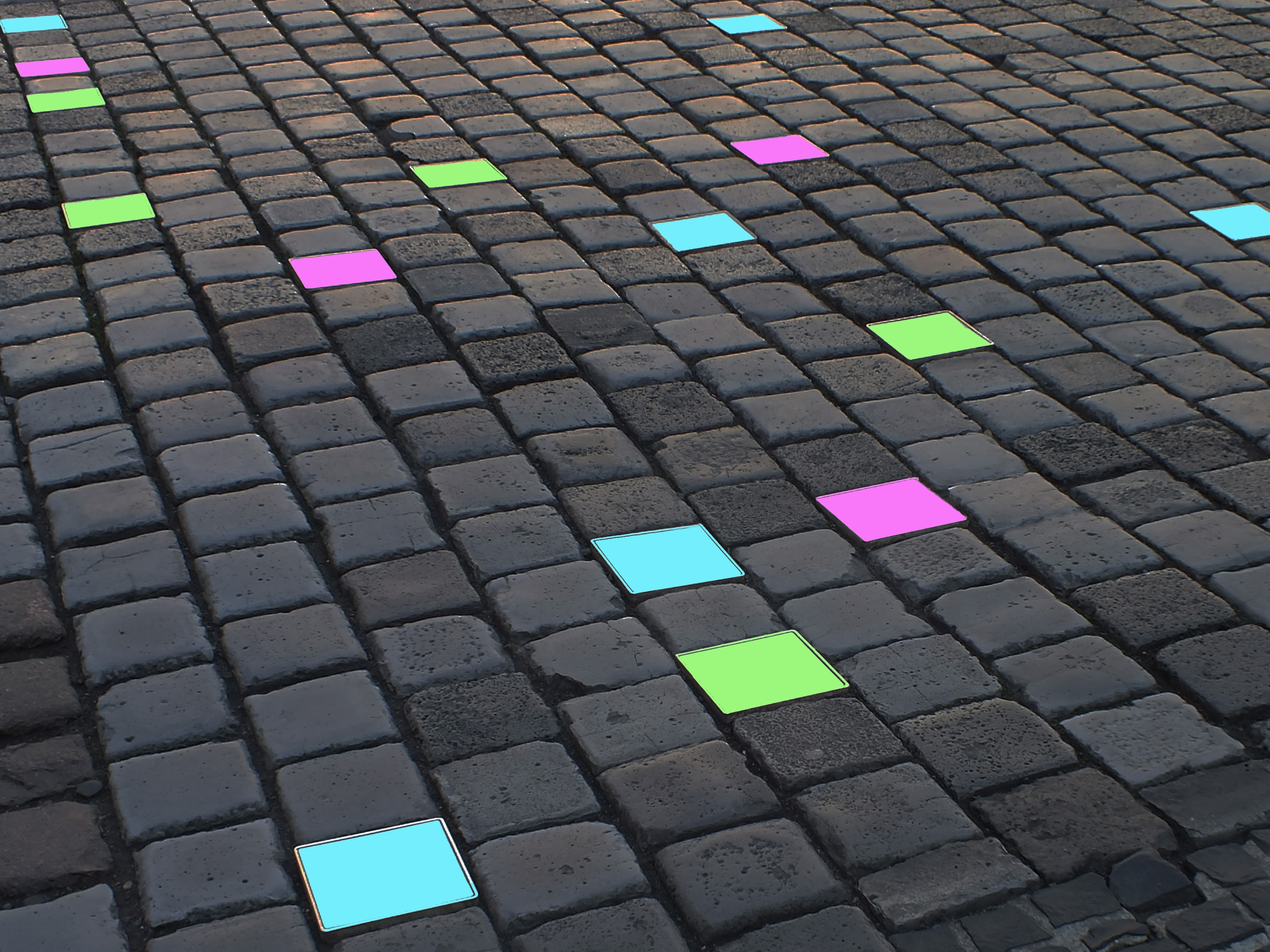
L'installation lumineuse (2014)

## Divers
Le Nikolaikirchhof fait partie du marché de Noël annuel de Leipzig.